# HANA B
Gli HANA B sono una band indie rock, formatasi nel 2002.

## Gli esordi
L'idea della band, i cui componenti sono originari di Ivrea, cittadina del Piemonte vicino a Torino, nasce sui banchi di scuola, spinta da una naturale tendenza dei cinque a produrre una musica propria, ricercando la propria cifra stilistica lontano dai cliché dell'epoca.
Il nome della band nasce dal fascino suscitato nel gruppo dal famoso e pluripremiato film Hana-Bi del regista giapponese Takeshi Kitano. In questo capolavoro la band riconosce lo stesso espressionismo poetico che sta alla base della propria musica: lo scontro tra armonia e rabbia, dolcezza e violenza che si incontrano nello stesso atto performativo.
Negli anni seguenti il gruppo suona in tutti i maggiori festival italiani e vince numerosi premi per l'originalità e l'internazionalità del loro sound. Sulla loro strada incontrano il team di management Operà Music che, affascinato dalla loro musica, decide di dare avvio ad una collaborazione che dura tuttora. Nel 2006 gli viene conferito il prestigioso premio di Band Indie Rock Rivelazione dell'anno dal MEI, Meeting delle Etichette Indipendenti di Faenza.

## Londra e il trasferimento
All'inizio del 2007 i ragazzi decidono di registrare nuovo materiale al Dairy Studio di Londra, proprio perché riconoscono una affinità sempre più forte con il mondo musicale anglosassone, sia dal punto di vista compositivo, sia per le effettive possibilità che il sistema londinese offre. Iniziano una proficua collaborazione col produttore James Loughrey (Hope of the State, My Vitriol, Razorlight, Dave Gahan, Page & Plant, Queen), che cattura immediatamente il mood profondo della band. Con lui inizia, nei mesi seguenti, la pre-produzione dell'album.
In questo periodo fanno la conoscenza di Davide Rossi (Coldplay, The Verve, Goldfrapp, Siouxie Sioux, Röyksopp, Fripp), musicista e produttore italiano che, in quel periodo, ha appena finito di arrangiare e suonare tutti gli archi del pluripremiato album dei Coldplay Viva la vida or Death and All His Friends. Questo incontro porta nuova dinamica al sound e una nuova, più ampia, visione integrale del progetto. Il team è a questo punto pronto per registrare il primo album in lingua inglese. Nello stesso anno i ragazzi decidono di trasferirsi in pianta stabile a Londra, proprio per essere più a contatto con la sua scena musicale. In contemporanea parte una lunga serie di concerti che il gruppo terrà in tutti gli UK, da Londra a Manchester, da Liverpool a Leeds.

## Ruins'Hotel
Comincia la registrazione dell'album nei famosissimi Olympic Studios di Londra, incidendo alcune parti strumentali ai Britannia Row Studios, piccolo studio di Wandsworth in Londra, ma molto rinomato, anche perché di proprietà di Nick Mason, batterista dei Pink Floyd. È proprio durante queste incisioni, insieme a Davide Rossi, che incontrano Nick McCabe, chitarrista dei Verve, che sta editando l'album Forth (che uscirà di lì a poco) nella stanza a fianco. Da questo incontro inizierà anche il progetto parallelo di Davide Rossi e di alcuni dei membri dei Verve, chiamato Black Ships. Alle sessioni partecipa anche Sam Herlihy, ex cantante e mente degli Hope of the State, ora Northwestern, che canta sul brano Mesmerized.
La fine delle sessioni di registrazione vede gli HANA B e James Loughrey attraversare l'oceano per mixare l'album nei Cutting Room Studios di New York. Il mastering viene invece realizzato da Greg Calbi (Interpol, Blonde Redhead, Bruce Springsteen, Sonic Youth, MGMT etc) agli Sterling Sound.
L'album Ruins'Hotel viene pubblicato in tutta Europa per la label Summer Dawn - Ishtar l'8 marzo 2010.
Copertina e artwork sono il frutto del lavoro tra l'artista e illustratore Joe Hollick (Starsailor, Beggars) e il fotografo Mark Handerson.
Nell'estate 2010 sostengono i Placebo nelle date italiane del Battle for the Sun Tour.
Il 6 ottobre 2010 esce il singolo Don't Let Me Go, in collaborazione con Save the Children, i cui ricavati di vendita vengono interamente devoluti all'associazione che opera in tutto il mondo a favore dei bambini.

## Formazione
- Alex Ciani: chitarre
- Federico Ciani: tastiere
- Francesco Menegat: basso
- Valerio Morrone: batteria
- Fab Vitale: voce

## Discografia
- 2006 – Camera Oscura (Operà Musica - Venus)
- 2010 – Ruins'Hotel (Summer Dawn - Ishtar)